# Escherichia fergusonii
Az Escherichia fergusonii Gram-negatív, pálcika alakú baktériumfaj. A jól ismert Escherichia coli közeli rokona, először emberi vérmintákból izolálták. A fajt William W. Ferguson amerikai mikrobiológusról nevezték el.

## Patogenitás
Az E. fergusonii egyes törzsei kórokozók. Ismert, hogy megfertőzhetik a nyílt sebeket emberekben, és húgyúti fertőzéseket is okozhatnak. Az ezeket a fertőzéseket okozó törzsekről megállapították, hogy nagy mértékű rezisztenciát mutatnak az ampicillin antibiotikummal szemben, bár néhányuk rezisztens a gentamicinre és a klóramfenikolra is. A faj egyik antibiotikum-rezisztens törzséről 2008-ban kimutatták, hogy egy 52 éves nőnél hólyaghurutot okozott.